# 瀨戶市役所前車站
瀨戶市役所前車站（日语：／ Seto-shiyakusho-mae eki */?）是位於愛知縣瀨戶市，為名鐵瀨戶線車站之一。

## 車站結構
對向式月台2面2線的地面車站。

### 月台配置
| 月台 | 路線   | 方向 | 目的地           |
| ---- | ------ | ---- | ---------------- |
| 1    | 瀨戶線 | 下行 | 往尾張瀨戶       |
| 2    | 瀨戶線 | 上行 | 大曾根、榮町方向 |

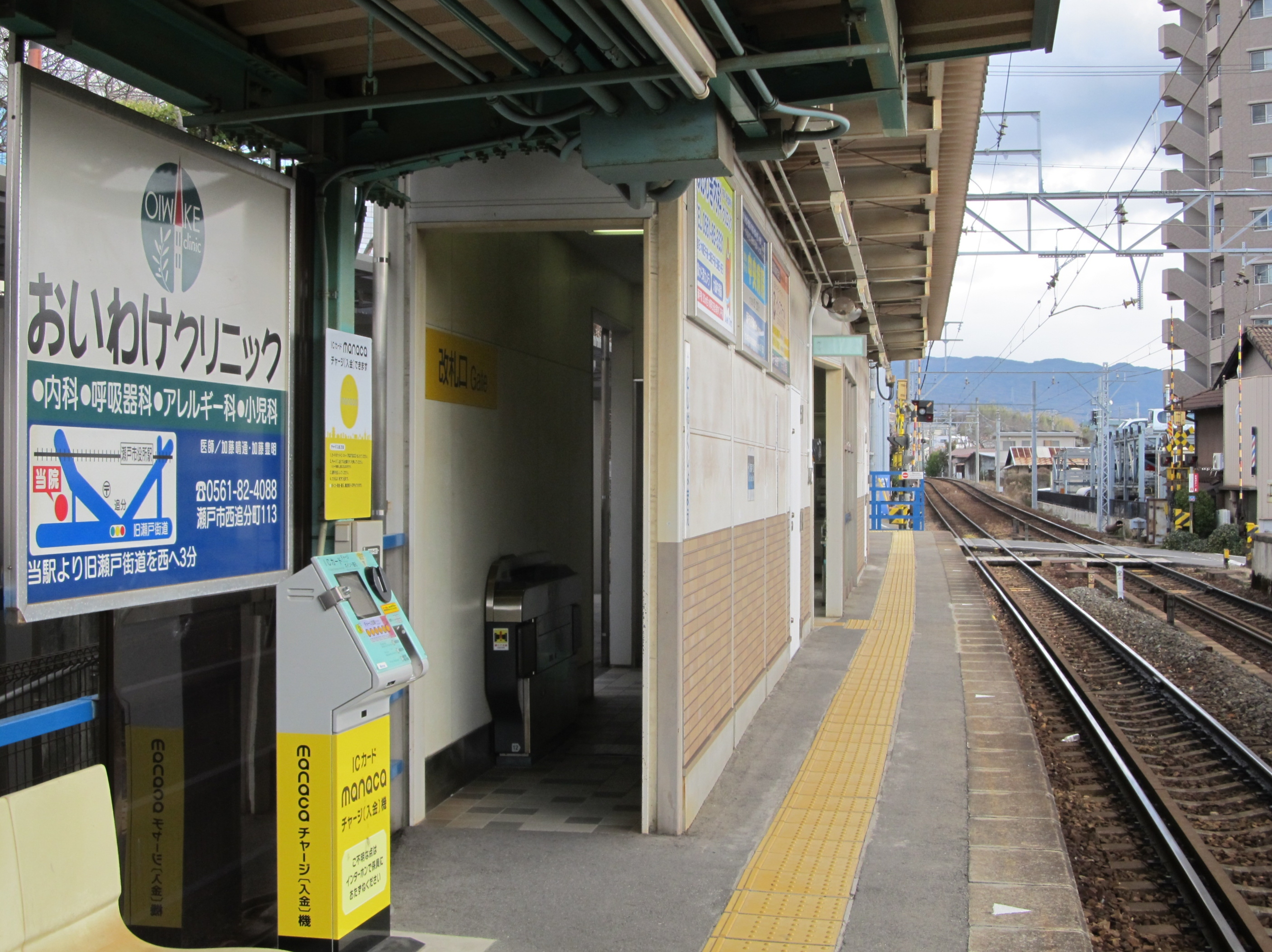
尾張瀨戶方向站舍
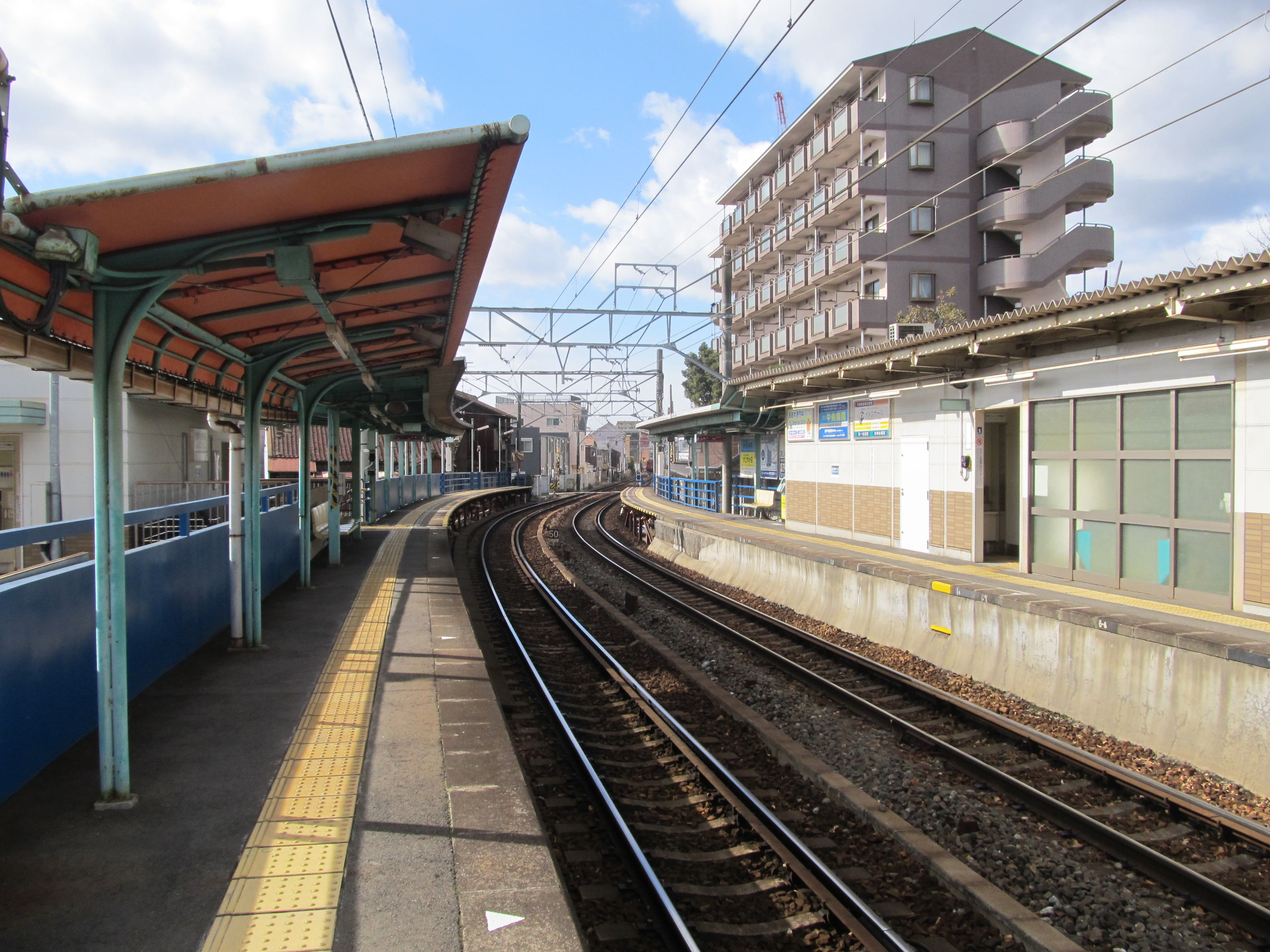
月台

### 配線圖
| ← 尾張瀨戶站    | 瀨戶市役所前站 構內配線略圖 | → 大曾根、 榮町方向 |
| 图例 参考文献： |                             |                     |

## 利用状況
車站一日平均上下車人次數。
- 2005年度　742人
- 2006年度　830人
- 2007年度　1,020人
- 2008年度　1,098人

## 相鄰車站
名古屋鐵道
 瀨戶線
■急行、■準急、■普通
新瀨戶（ST18）－瀨戶市役所前（ST19）－尾張瀨戶（ST20）

## 外部連結
- 瀨戶市役所前 - 名古屋鐵道